# Fortaleza de Santa Cruz da Barra

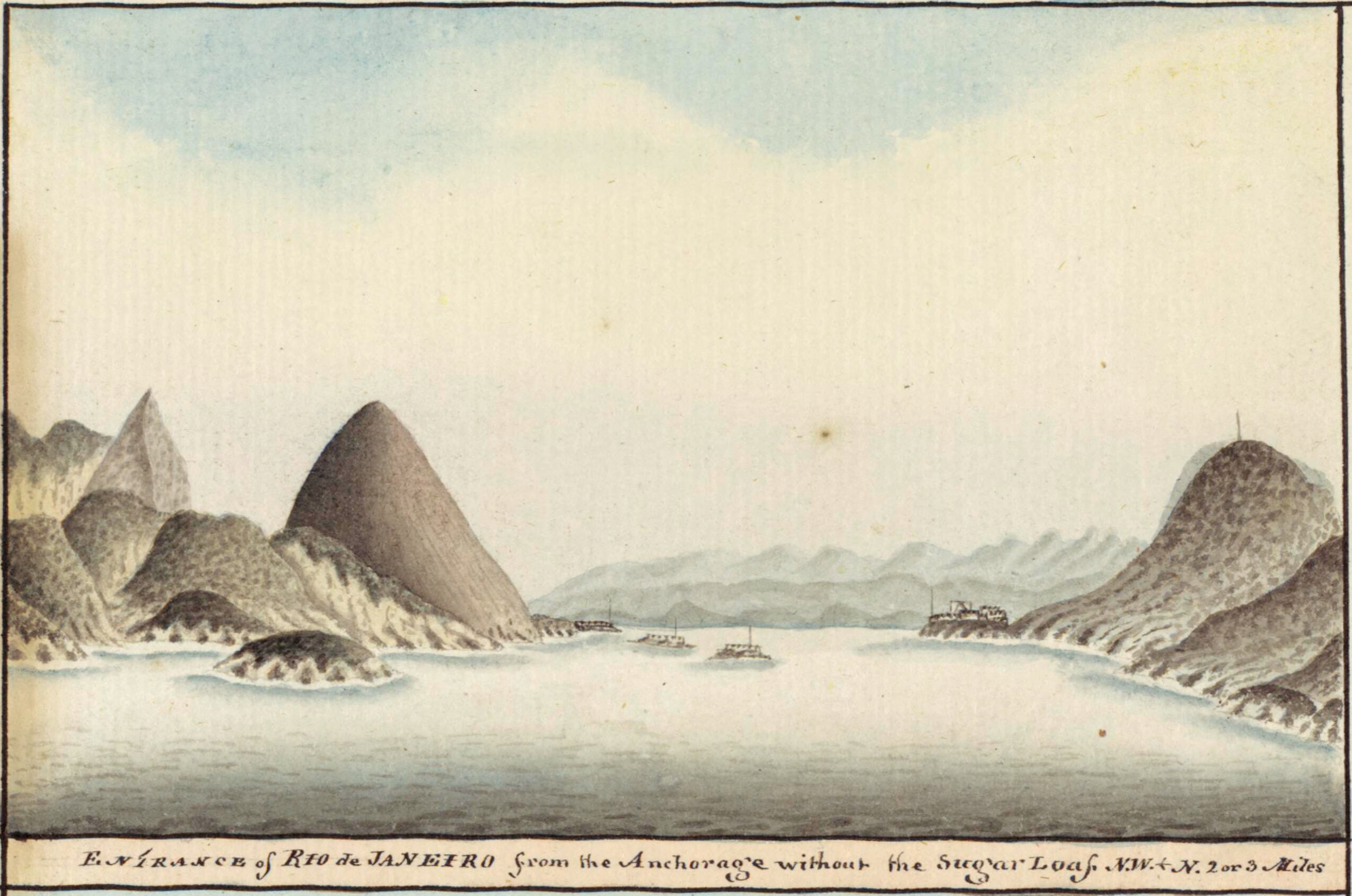
Barra da baía de Guanabara: note-se a Fortaleza de Santa Cruz à direita.

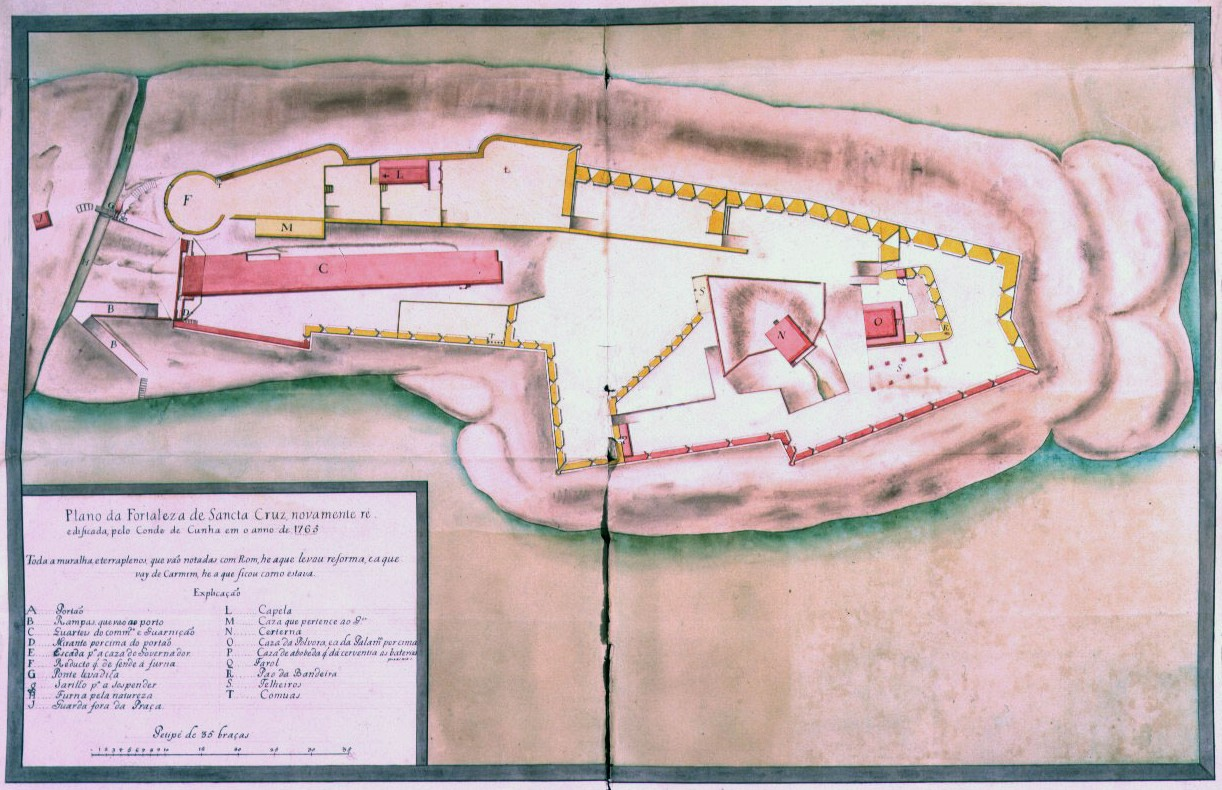
Plano da reedificação em 1765.

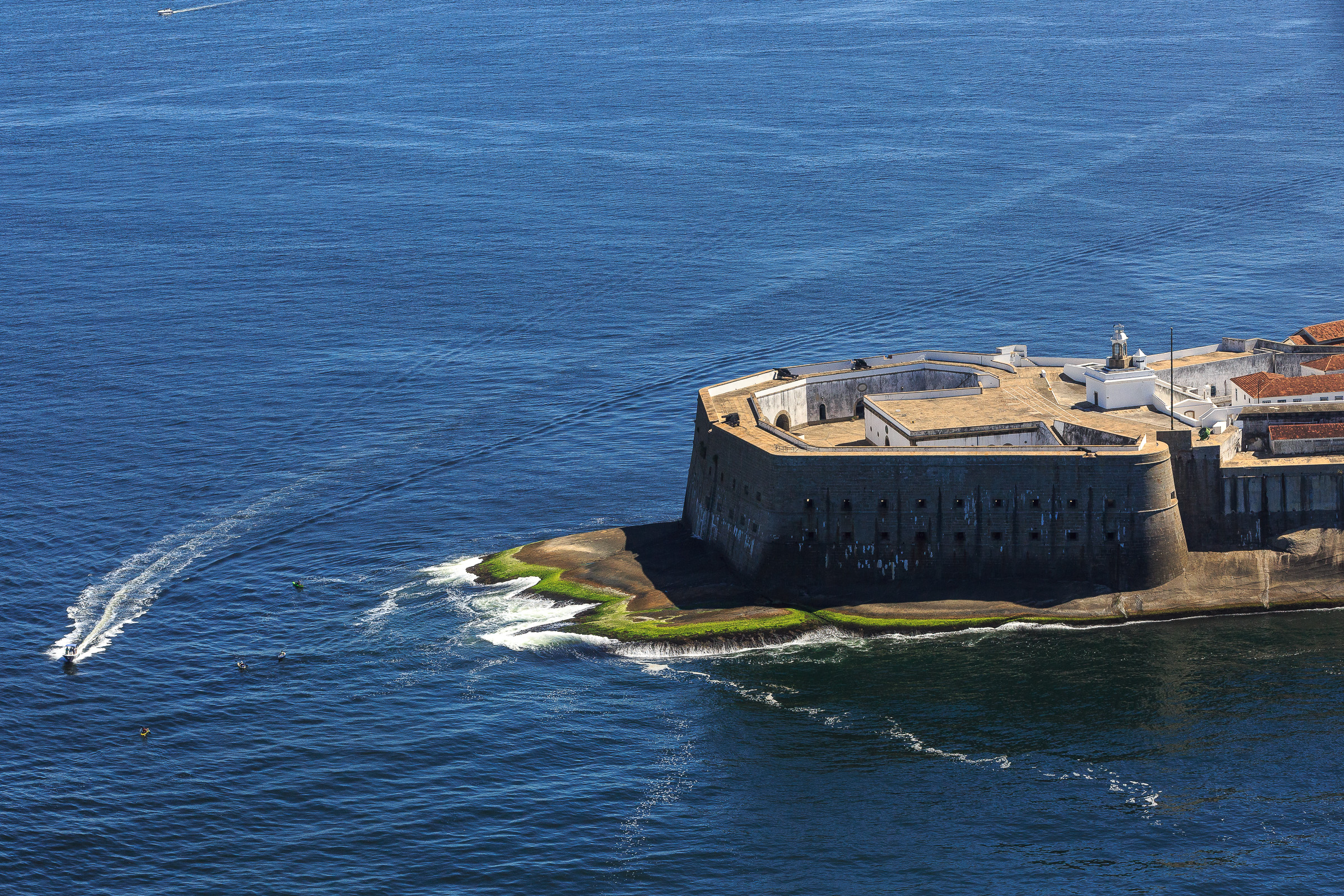
Vista aérea da fortaleza.

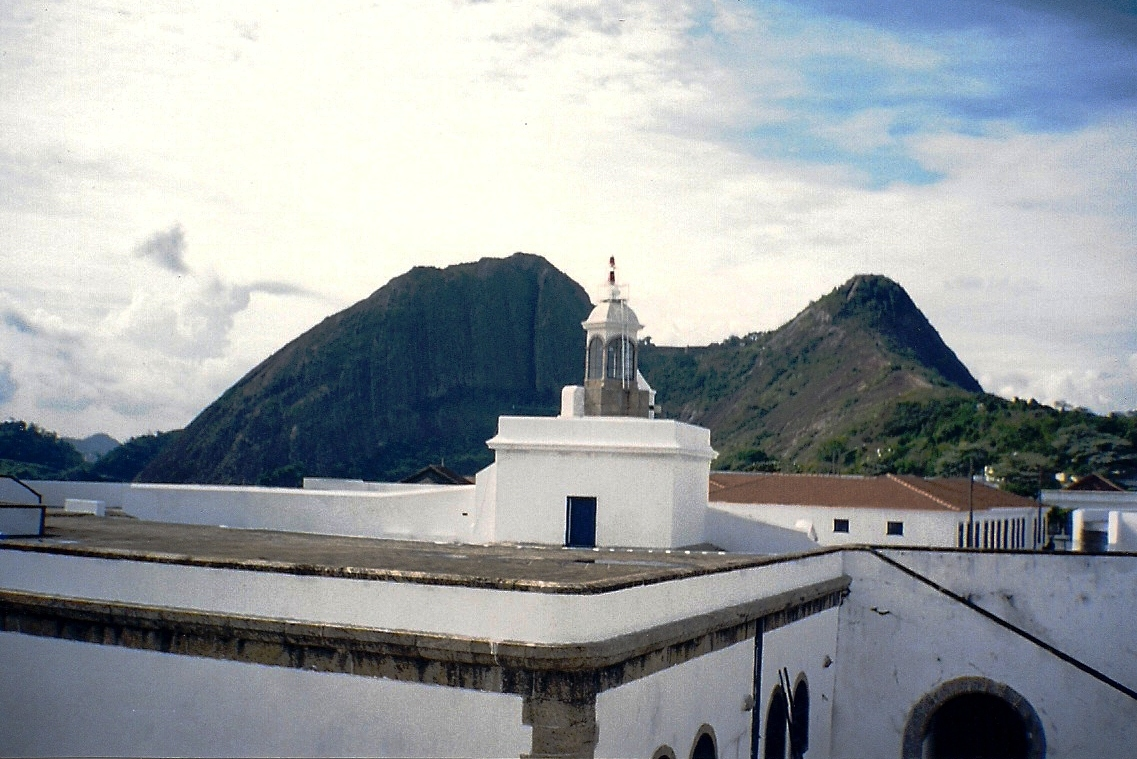
Fortaleza de Santa Cruz: farol.

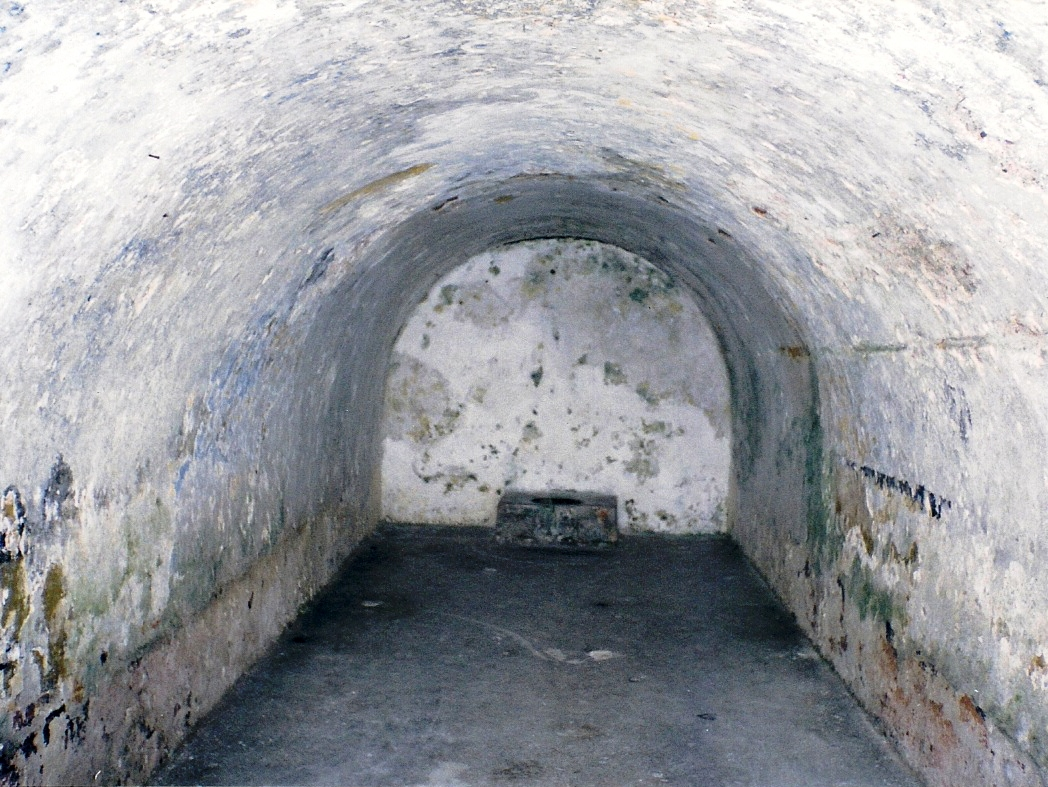
Fortaleza de Santa Cruz: aspecto de uma das antigas celas. Ao fundo, a cumua.

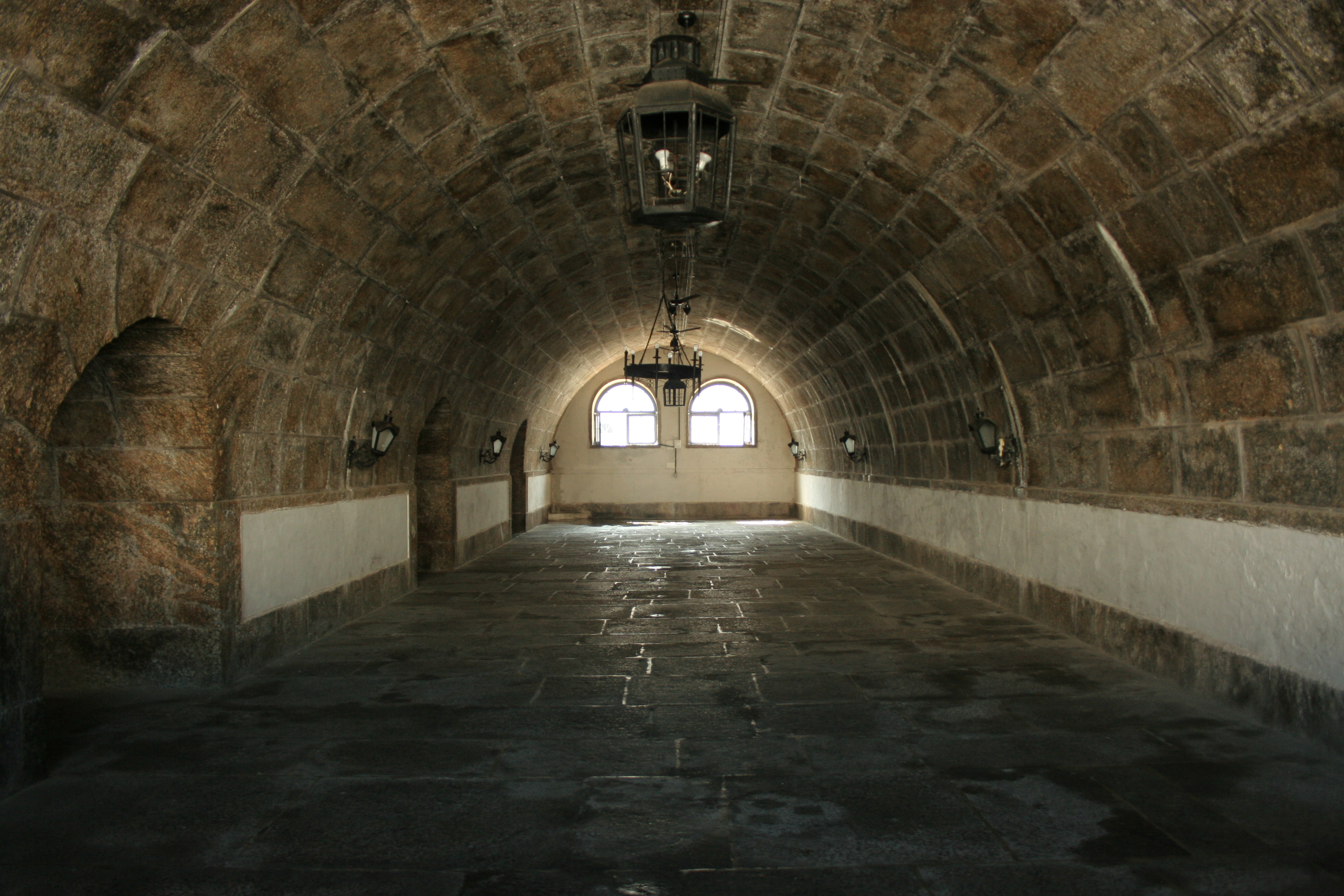
Fortaleza de Santa Cruz: "Salão de Pedra" (antigo paiol).

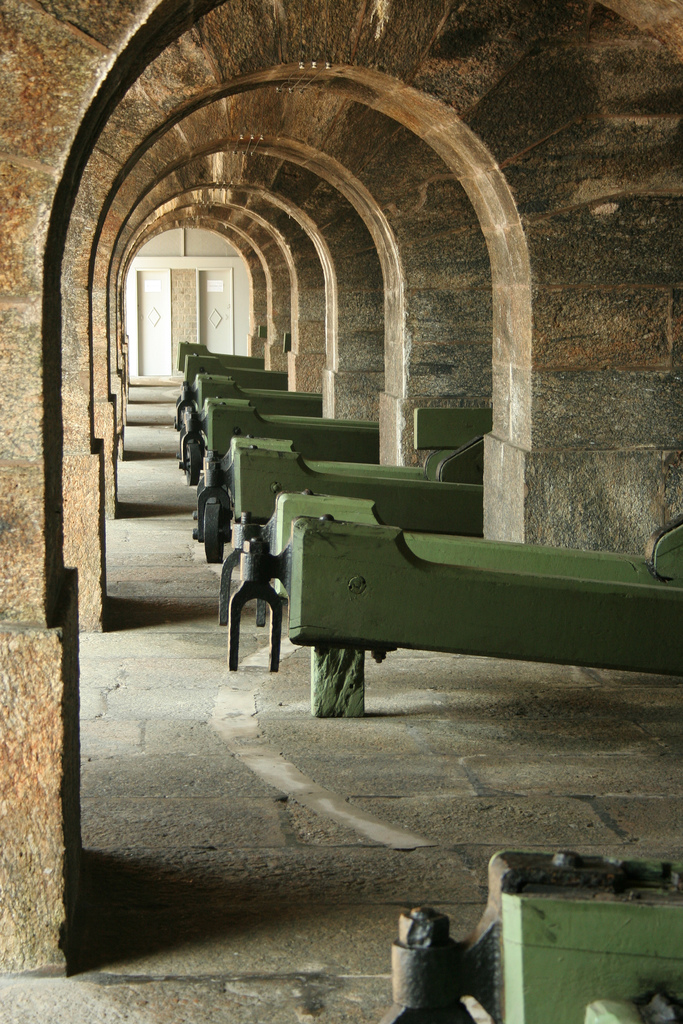
Fortaleza de Santa Cruz: bateria de canhões.

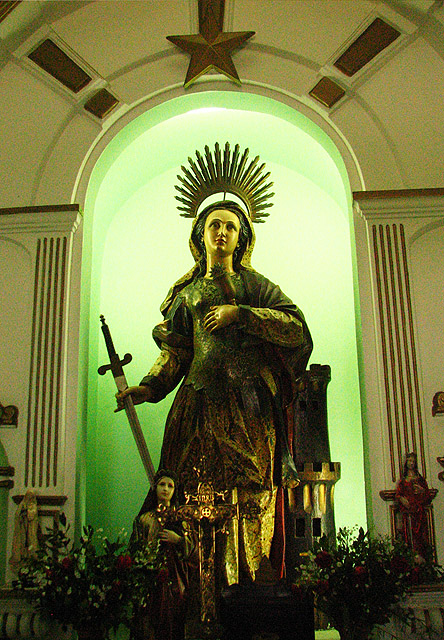
Fortaleza de Santa Cruz: altar e imagem de Santa Bárbara.

Fortaleza de Santa Cruz da Barra localiza-se no lado oriental da barra da baía de Guanabara, no bairro de Jurujuba, município de Niterói, no estado brasileiro do Rio de Janeiro.
Cruzando fogos com a Fortaleza de São João e com o Forte Tamandaré da Laje, constituiu a principal estrutura defensiva da barra da baía de Guanabara e da cidade e porto do Rio de Janeiro durante o período da Colônia e do Império. Encontra-se guarnecida até aos dias de hoje, atraindo uma média de 3.500 visitantes por mês, em visitas guiadas, de hora em hora, com a duração de cerca de 45 minutos. Atualmente é a sede da Artilharia Divisionária da 1.ª Divisão de Exército.

## História

### Antecedentes
Alguns autores repetem, incorretamente, que a primitiva ocupação de seu sítio remonta a uma defesa improvisada por Nicolas Durand de Villegagnon à entrada da barra (1555), artilhada com duas peças e ocupada por forças portuguesas no contexto da campanha de 1565-1567, esquecidos de que as narrativas das fontes coevas se aplicam à tentativa de instalação de uma bateria na Ilha da Laje, fortificada pelos portugueses muito mais tarde.

### A bateria de Nossa Senhora da Guia
A posição foi efetivamente ocupada pelos portugueses a partir de 1584, quando foi erguida uma bateria, sob a invocação de Nossa Senhora da Guia, na segunda gestão de Salvador Correia de Sá, "o velho", enquanto governador da Capitania Real do Rio de Janeiro (1577-1599).
Em 1599, essa bateria repeliu a esquadra sob o comando do almirante neerlandês Olivier van Noort, indevidamente reputado por alguns autores como corsário. De acordo com os diários de bordo, a esquadra, vítima de escorbuto, buscava "refrescos" (suprimentos frescos e água potável), o que foi negado pelas autoridades coloniais portuguesas, receosas de um ataque.

### A fortaleza de Santa Cruz da Barra
Em 1612, sob o reinado de Filipe III de Espanha, contando com vinte peças de artilharia de diversos calibres, passou a ser denominada como Fortaleza de Santa Cruz da Barra, tendo o seu regimento sido aprovado em 24 de janeiro de 1613 pelo governador da Capitania, Afonso de Albuquerque (1608-1614) (em outras fontes, D. Álvaro Silveira e Albuquerque), que teria determinado a escavação de cinco celas na rocha viva, com as dimensões de dois metros de altura por sessenta centímetros de largura.

### As invasões holandesas do Brasil
No início do século XVII, após a invasão holandesa de Salvador (1624-1625), a defesa da barra do Rio de Janeiro foi reforçada no segundo governo da Capitania do Rio de Janeiro por  Martim Correia de Sá (1623-1632), conforme figurado por João Teixeira Albernaz, o velho ("Mapa da Capitania do Rio de Janeiro", 1631. Mapoteca do Itamaraty, Rio de Janeiro), onde se detalha em perspectiva a "A Fortaleza [de] Santa Cruz que o governador Martim de Sá fez à custa de sua fazenda depois que os rebeldes [neerlandeses] entraram na cidade da Bahia (...)", relacionando-lhe as defesas, a artilharia ("dezessete peças em função"):
- duas de bronze de nove libras de bala
- duas de bronze de dez libras de bala
- uma de bronze de dezoito libras de bala
- uma de bronze, francesa, de dezoito libras de bala
- uma de bronze de trinta e oito libras de bala
- dois pedreiros de bronze
- oito de ferro
- e a guarnição (um capitão e um alferes, vinte soldados e um bombardeiro)

Encontra-se representada como Fortaleza de Santa Cruz por Manuel Vaz Pereira ("Demonstrasão da barra do Rio de Janeiro e Planta da Laje", 1645. Arquivo Histórico Ultramarino, Lisboa), por João Teixeira Albernaz, o moço ("Aparencia do Rio de Janeiro", 1666. Mapoteca do Itamaraty, Rio de Janeiro), e assinalado por Andreas Antonius Horaty ("Rio di Gennaro", c. século XVIII. Museu Histórico Nacional, Rio de Janeiro).
Foi descrita, pelos engenheiros Quitam e Lescolles em 1649 como uma "construção de um só parapeito de pedra em o qual estão entalhando umas troneiras que vão reinando todo ao redor da praça". Em 1657 estava guarnecida por 1 condestável, 1 artilheiro e 19 soldados.

### As invasões francesas do século XVIII
As suas defesas foram reforçadas no final do século XVII pelo governador da Capitania, Sebastião de Castro Caldas (1695-1697). Naquele momento, em 1696, foi construído um hornaveque e uma bateria baixa com planta no formato de um "V", ampliando o seu poder de fogo. À época estava artilhada com 38 peças.
Assim reforçada, o fogo da sua artilharia, com o apoio do da fronteira Fortaleza de São João, repeliu a esquadra de cinco navios e mil homens do corsário francês Jean-François Duclerc (1671-1711), em 6 de agosto de 1710.
Se não impediu a invasão de 18 navios, 740 peças de artilharia, dez morteiros e 5.764 homens do corsário francês René Duguay-Trouin, em setembro de 1711, foi por se encontrar desguarnecida por ordem do então governador, Francisco de Castro Morais (1710-1711). Contava então com 44 peças e foi ocupada pelos franceses até à sua retirada, em 13 de novembro de 1711.
Em 1738 encontrava-se artilhada com 64 peças, das quais 27 estavam obsoletas ou eram consideradas inúteis. Daquelas em condições de uso, apenas quatro eram inferiores a 12 libras.

### O ouro das Minas e a transferência da Capital
A fortaleza encontra-se descrita, em meados do século XVIII, por um viajante francês:
"A Fortaleza de Santa Cruz, a mais importante do país, está situada sobre a ponta de um rochedo, num local onde todos os barcos que entram ou saem do porto são obrigados a passar a uma distância inferior ao alcance de um tiro de mosquete. A fortificação consiste numa compacta obra de alvenaria de 20 a 25 pés de altura, revestida por umas pedras brancas que parecem frágeis. Sua artilharia conta com 60 peças de canhão, de 18 e 24 polegadas de calibre, instaladas de modo a cobrir a parte externa da entrada do porto, a passagem e uma parte do interior da baía [de Guanabara]. Cada uma das peças referidas foi colocada no interior de uma canhoneira, o que gera um inconveniente: mesmo diante de um alvo móvel, como um barco à vela, elas só podem atirar numa única direção."
Com a transferência da Capital, do Salvador para o Rio de Janeiro (1763), uma de suas reformas mais importantes ocorreu no governo do vice-rei, D. António Álvares da Cunha, 1° conde da Cunha (1763-1767), que determinou a ampliação do seu poder de fogo, visando proteger o embarque do ouro e diamantes das Minas Gerais, então efetuado no porto do Rio de Janeiro para Lisboa.
É desta fase o Plano da Fortaleza de Santa Cruz, novamente reedificada, pelo Conde da Cunha, em o ano de 1765 (AHU, Lisboa). Segundo LAYTANO (1959), ao tempo do Vice-rei D. José Luís de Castro (1790-1801), este fez instalar vinte e nove peças de artilharia em uma nova bateria baixa (à flor d'água), no mesmo nível de uma outra, que existira anteriormente. De acordo com planta no Arquivo Histórico do Exército (AHEx, Rio de Janeiro), esse e outros pequenos acréscimos foram introduzidos em 1793.

### Império: da regência à Questão Christie
À época do Império, durante o Período regencial, o Decreto de 24 de dezembro de 1831, determinou a redução do seu armamento à metade, ficando apenas uma peça de artilharia em bateria e outra sob abóbada ou rancho de palha. Em 1838 encontrava-se artilhada com 112 peças, e guarnecida por 1.568 homens, sob o comando do Coronel João Eduardo Pereira Colaço Amado.
No contexto da Questão Christie (1862-1865), as suas defesas foram reforçadas com a construção de casamatas à Haxo sobre a antiga bateria ao nível do mar, em três pavimentos: 20 casamatas no inferior, 21 no intermédiário, e uma bateria à barbeta no superior, erguidas entre 1863 e 1870, ano em que se construíram os dois pontilhões que ligam a antiga "Bateria 25 de Março" ao segundo pavimento das novas casamatas. Recebeu moderno armamento estriado nas casamatas (1871), mantendo-se as peças antigas, de alma lisa, nas baterias descobertas. Iniciaram-se obras no Quartel da Tropa (1872), o paiol de pólvora, destruído por uma faísca elétrica, foi reconstruído (1875), concluindo-se a modernização da praça em 1877. Posteriormente foram instaladas Enfermaria, Farmácia e iluminação a gás carbônico (carbólico 1882). Encontrava-se artilhada, em 1885, por cento e quarenta e cinco peças de grosso calibre (135 em 1831, cf. GARRIDO, 1940:106; 135 em 1730, cf. BARRETTO, 1958:202), guarnecida pelo 1.º Batalhão de Artilharia a Pé (cf. Decreto de 18 de abril de 1874), servindo ainda de Registro para os navios à entrada da baía.

### A República Velha
Quando da eclosão da Revolta da Armada (1893-1894), trocou tiros com o Encouraçado Aquidabã (capitânea) e os Cruzadores Javari e Trajano, das 14 às 16h de 30 de setembro de 1893. Posteriormente, na madrugada de 1 de dezembro desse mesmo ano, as suas baterias abriram fogo contra o Encouraçado Aquidabã e o Cruzador auxiliar Esperança, enquanto o primeiro atraía o fogo da Fortaleza de Nossa Senhora da Conceição de Villegagnon para proteger a saída do segundo pela barra. Fez fogo novamente sobre o Encouraçado Aquidabã e o Cruzador República, quando ambos forçaram a saída da barra a 21 de fevereiro de 1894.
Passou a ser guarnecida pelo 1.º Grupo de Artilharia de Posição (1910), sucedido pelo 1.º Grupo de Artilharia de Costa (GACos), a partir de 1 de agosto de 1917, ao final da Primeira Guerra Mundial.
Em 1922, no contexto das revoltas do Tenentismo, a sua artilharia abriu fogo contra o Forte de Copacabana (5 de julho de 1922).
Disparou 33 tiros, no contexto dos levantes tenentistas de 1924, contra o Cruzador São Paulo, que, amotinado sob a liderança do tenente da Marinha Hercolino Cascardo (4 de novembro), com o fogo de suas armas, forçou a barra da baía de Guanabara rumo a Montevidéu, onde os rebeldes obtiveram asilo político..
O último disparo de sua artilharia foi um tiro de advertência, por ordem dos militares legalistas sob o comando do marechal Teixeira Lott, contra o Cruzador Tamandaré, que forçou a barra na Novembrada (11 de novembro de 1955), transportando Carlos Luz e alguns ministros rumo a Santos.

### Os nossos dias

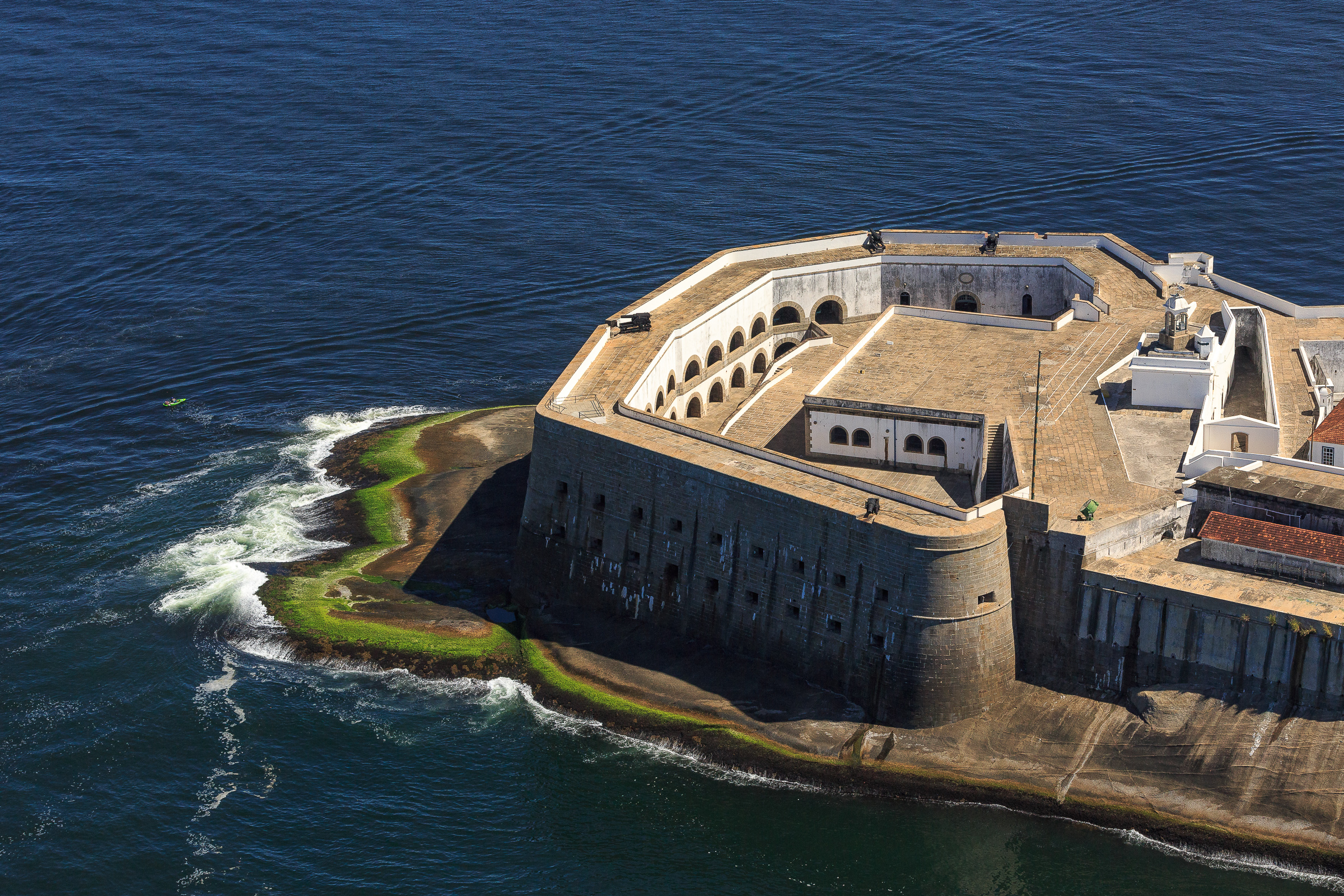
Vista aérea da Fortaleza da Santa Cruz

De propriedade do Ministério da Defesa, sob a administração do Exército, a Fortaleza de Santa Cruz e todo o conjunto de edificações situadas após o portão contíguo ao canal (área construída de 7.153 m²), foram tombadas pelo Patrimônio Histórico Nacional desde 1939. A partir de 2002 vêm sendo procedidas obras de restauração, com recursos oriundos do BNDES, através de convênio com a Fundação Cultural do Exército (FunCEx), compreendendo obras de construção de esgoto sanitário, recuperação de telhados (atacados por cupins), restauro do emboço e pintura externa, impermeabilização da laje do Pátio de Comando e do Salão de Pedras (antigo paiol).
Atualmente, o visitante encontra quarenta e duas antigas peças de artilharia, de diversos períodos, distribuídas pelas três baterias.
Desde 2005 as suas instalações sediam o Quartel-general da Artilharia Divisionária da 1.ª Divisão de Exército, subordinada à 1.ª Divisão de Exército e ao Comando Militar do Leste.

## Características

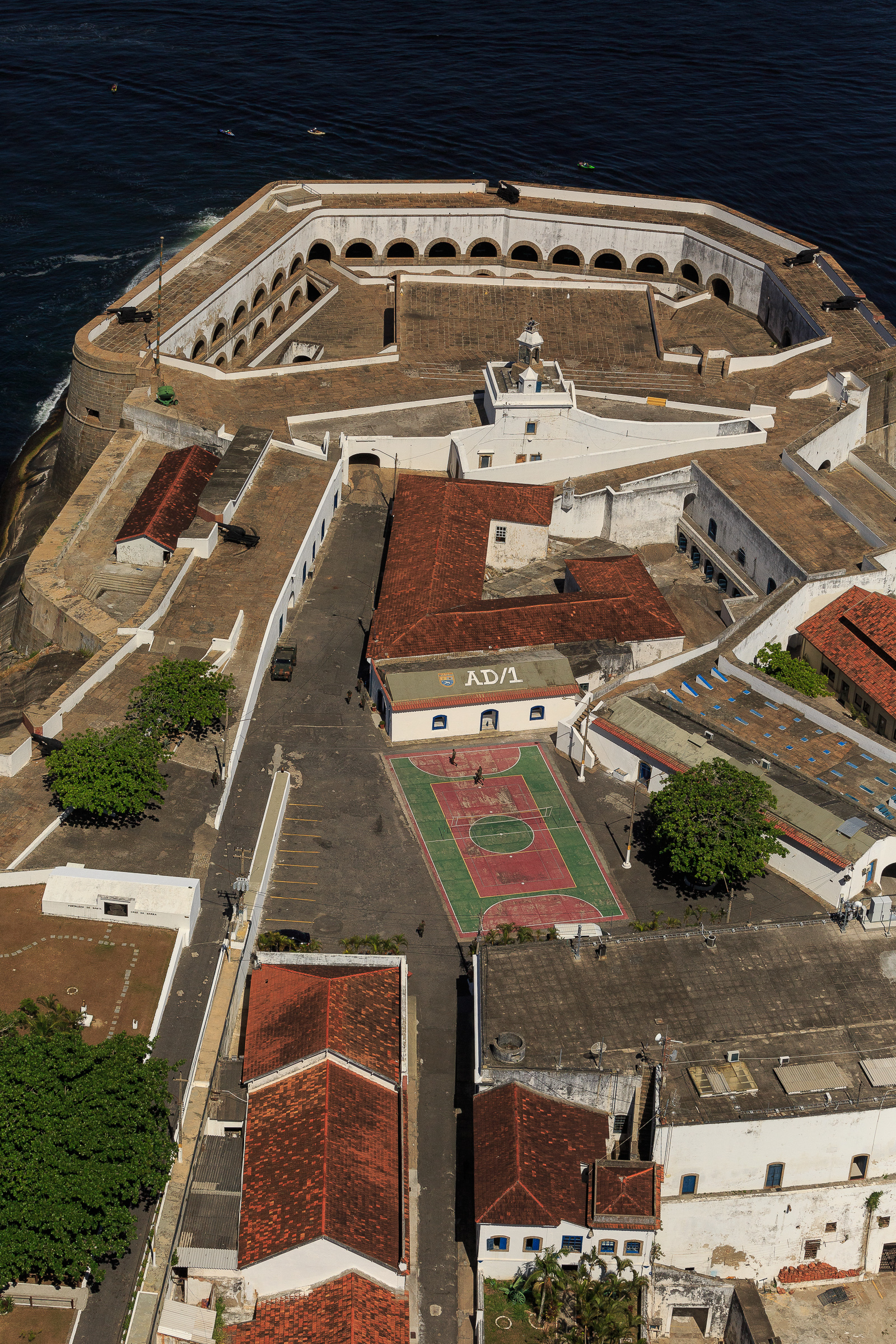
Vista aérea com detalhes das construções e muros internos da fortaleza

Com uma área construída de 7.153 metros quadrados, o conjunto apresenta planta poligonal irregular, onde poder ser identificados três períodos de arquitetura militar:
- O primeiro, remontando ao século XVII, com trechos das primitivas muralhas, a chamada Cova da Onça, as cumuas (sanitários) e a Capela de Santa Bárbara;
- O segundo, caracterizado pela reconstrução no século XVIII, salientando-se trechos das muralhas, as guaritas, as celas dos calabouços, e a cisterna, inaugurada em 1738 no governo de Gomes Freire de Andrade (1733-1763);
- O terceiro, da segunda metade do século XIX, representado pelo chamado Salão de Pedras (paiol de munição, 1875), pelos pátios e galerias (Galeria 2 de Dezembro, Galeria 25 de Março) e pelas baterias (Bateria de Santa Teresa, ou Bateria do Imperador), em cantaria de granito, guarnecidas por canhões.

Para o visitante recomenda-se apreciar o relógio de sol (em pedra de lioz, com algarismos romanos, datado de 1820), a Capela de Santa Bárbara, as masmorras, a chamada Cova da Onça (alegado local de torturas), o local de enforcamentos (no Pátio da Cisterna), o paredão de fuzilamentos (na Galeria 25 de Março), o Salão de Pedra (antigo paiol), as baterias de artilharia, a cisterna, o farol, o mastro da bandeira e a vista privilegiada da barra e da cidade do Rio de Janeiro.
Na escarpa percorrida pela trilha que liga a fortaleza ao Forte de São Luís, encontram-se ocultas pela vegetação as antigas baterias de canhões Krupp que batiam a costa atlântica na primeira metade do século XX.

### A Capela de Santa Bárbara

Vista da Fortaleza de Santa Cruz (foto de Marc Ferrez).

Uma das mais antigas do Rio de Janeiro, remonta ao alvorecer do século XVII, sob o governo do Capitão Geral da Capitania Real do Rio de Janeiro, Martim Correia de Sá (1602-1608), tendo sido concluída em 1612. Assenta-se sobre a rocha viva, em posição dominante sobre a ponta de Santa Cruz, onde se erguia a bateria de Nossa Senhora da Guia, atualmente à esquerda de quem entra na fortaleza.
A capela foi reconstruída em 1912, por determinação do então comandante, coronel Inocêncio Ferreira de Oliveira, responsável ainda pela introdução da iluminação elétrica nas dependências da fortaleza.
Restaurada, conta com uma imagem original da santa, entalhada em madeira, em tamanho natural. Uma das lendas que cerca esta imagem, recorda as tentativas de transferi-la para outro local, no passado, sempre malogradas por inexplicáveis reviravoltas nas condições do mar, devido a mau tempo, primitivamente o único acesso aquele local isolado.

## A lenda da filha do capitão
Reza a lenda local, acerca de um túmulo na parede da Capela de Santa Bárbara, que se trata do sepulcro da jovem Iracema, filha do capitão Potyguara, que, apaixonada por um cabo e impedida de viver o seu amor, atirou-se ao mar em dezembro de 1906.

## Curiosidades
Considerada como a principal defesa da barra da baía da Guanabara, foi personagem e palco de momentos importantes da história do Brasil:
- Nela serviram, a partir de 1845, Carlos Camisão (retratado por Alfredo d'Escragnolle Taunay em "A retirada da Laguna") e, a partir de 1857, Floriano Peixoto, futuro presidente da República (1891-1894).
- Sublevou-se de 19 a 20 de janeiro de 1892, sob a liderança do 2.º Sargento Silvino Honório de Macedo. Aprisionando os oficiais e dando liberdade aos presos, com a posse do armamento portátil e da artilharia, compeliu o Forte da Laje e o Forte do Pico (Forte de São Luís) que se lhe subordinavam, a aderirem ao movimento contra o governo do Presidente Marechal Floriano Peixoto (1891-1894). O movimento foi sufocado por dois batalhões sob o comando do Coronel Antônio Moreira César que, dominando o Forte do Pico, dali desceram sobre Santa Cruz, que nesse interim era bombardeada por navios da Marinha sob o comando do Almirante Custódio José de Melo, ministro daquela pasta.[17]
- Sublevou-se novamente, agora contra os maus tratos infligidos à tropa, a 7 de novembro de 1905, ocasião em que os seus praças assassinaram dois oficiais - o Tenente Pedro Fernandes Torres e o Major Diogo Freire -, aprisionando os demais. O governo ordenou que a Fortaleza de São João abrisse fogo contra a de Santa Cruz, organizando tropas para marcharem sobre os revoltosos. Acuados, estes se renderam no dia seguinte.[18]
- Foi utilizada como presídio em diversas ocasiões da História do Brasil, no século XIX nela estiveram detidas figuras ilustres como Andresito Guacurarí, (Andrés Guaçurarí y Artigas também chamado o  Comandante Andresito - nascido em São Borja-RGS - 1778-1821 - morreu no forte em 1821)  atuou  no lado de José Gervásio Artigas na Guerra contra Artigas (1820);  José Bonifácio de Andrade e Silva, Patriarca da Independência (1823);  os líderes farroupilhas Onofre Pires e José de Almeida Corte Real (1836, que de lá se evadiram em 1837), Giuseppe Garibaldi, (que visitou Tito Lívio Zambeccari) - Garibaldi nunca foi prisioneiro no forte;  Bento Gonçalves , capturado na Batalha da ilha do Fanfa - RGS (3-4 de outubro de 1836), (1837);  o líder da Revolução Praieira, Pedro Ivo Veloso da Silveira, o primeiro presidente Uruguaio Fructuoso Rivera (1851), Euclides da Cunha (c. 1888), o Capitão Juarez Távora, Alcides Teixeira e Estillac Leal (que dela escaparam com o auxílio de uma corda, a 28 de fevereiro de 1930), o integralista Plínio Salgado (c. 1943), o comunista Luís Carlos Prestes e o general Lott (c. 1955), além de Juscelino Kubitschek e Darcy Ribeiro. Após o Golpe de 1964, aí foram detidos Francisco Julião (advogado das ligas camponesas), Miguel Arraes e João Pinheiro Neto. A partir de 6 de setembro de 1968 passou a sediar o Presídio do Exército, desativado em 1976.
- Quando Juarez Távora fugiu da Fortaleza em 1930, seu Comandante era o então coronel Mascarenhas de Morais, futuro Comandante da Força Expedicionária Brasileira. Ele foi exonerado e preso pelo governo de então, que desconfiava de sua ajuda aos revolucionários. Posteriormente, esse fato não se comprovou, pois Mascarenhas sempre foi legalista.